# Thomas Armstrong (Maler)

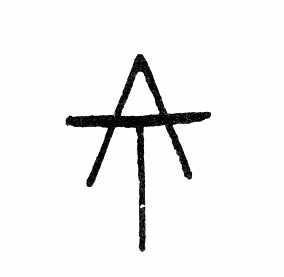
Namenszeichen

Thomas Armstrong, CB (* 19. Oktober 1832 in Manchester-Fallowfield; † 24. April 1911 in Abbots Langley, Hertfordshire), war ein englischer Historien-, Genre- und Landschaftsmaler sowie von 1881 bis 1898 Direktor des South Kensington Museums.

## Leben

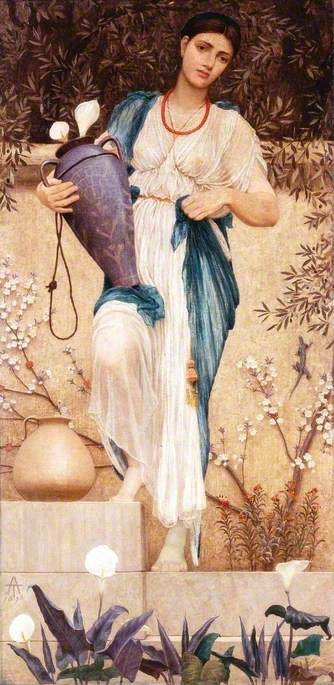
Woman with Lilies (Frau mit Lilien), 1876

Armstrong, ältester Sohn des Geschäftsmanns Thomas Armstrong und dessen Frau Sarah, geborene Evans, erhielt in Tarvin bei Chester eine private Schulerziehung. An der Manchester Academy of Fine Arts studierte er bei dem Porträtmaler Robert Crozier (1815–1891). Nachdem er sich gegen den Wunsch seines Elternhauses definitiv entschieden hatte, Kunstmaler zu werden, ging er 1853 nach Paris, wo er abends die Académie Suisse und tagsüber das Atelier von Ary Scheffer besuchte. Im Sommer hielt er sich bei Jean-François Millet, Karl Bodmer und Charles Emile Jacque in der Künstlerkolonie von Barbizon auf. In Paris lernte Armstrong das Dreigespann der Künstler George du Maurier, Edward Poynter und James McNeill Whistler kennen, welches Du Maurier später in seinem Roman Trilby verarbeitete. 1855/1856 studierte Armstrong für einige Monate an der Kunstakademie Antwerpen unter Theodor van Lerius (1819–1880), dann kehrte er nach Paris zurück. 1858/1859 hielt er sich in Begleitung seines Onkels, des Priesters William Evans, in Algier auf. 1859/1860 lebte er in Düsseldorf, damals bekannt für die Düsseldorfer Malerschule. Dort besuchte ihn für einige Zeit Du Maurier, der wegen der Erkrankung eines Auges, die er in Antwerpen erlitten hatte, einen Düsseldorfer Augenarzt aufsuchte.
Dann kehrte Armstrong nach England zurück. Zunächst betätigte er sich dort als Dekorationsmaler und gestaltete Wohnhäuser aus, gelegentlich zusammen mit seinem Freund Randolph Caldecott. 1864 ließ er sich in London nieder, wo er zwischen 1865 und 1877 regelmäßig in der Royal Academy of Arts ausstellte. Bis 1881 war er anschließend in der Grosvenor Gallery vertreten. 1872 bereiste er die Riviera des Ligurischen Meeres. Zum Londoner Freundeskreis Armstrongs zählten neben Du Maurier und Poynter auch die Maler Thomas Reynolds Lamont (1826–1898) und George Howard (1843–1911), der 9. Earl of Carlisle.
Als Nachfolger von Poynter wurde Armstrong 1881 Direktor des South Kensington Museums (heute Victoria and Albert Museum). Diesem Museum war eine Kunstschule angegliedert, auf deren Unterricht, Lehrplan und Lehrkörper Armstrong Einfluss nahm, insbesondere durch Berufung von Lehrkräften. Am 22. April 1881 heiratete er Mary Alice, die Tochter des Colonel Brine of Sheldon, Devon. Das Paar bekam 1883 sein einziges Kind, Ambrose George, das früh verstarb. Nachdem Armstrong sich 1898 von der Museumsleitung zurückgezogen hatte, griff er die Malerei wieder auf.